# 變文
變文，是中国唐朝受佛教变相艺术的影響而興起的一種文學体裁，是一種佛教通俗化、佛經再翻譯的運動。由於佛經經文過於晦澀，僧侶為了傳講佛經，將佛經中的道理和佛經中的故事用講唱的方式表現，這些故事內容通俗易懂，寫成稿本後即是變文。变文有时书写在变绘上，两者统称“变相”。
變文多取材於佛經或中國民間故事，加以舖述改寫。變文的取材，大體有三種：一是帶有佛教故事的變文，如《降魔變文》、《破魔變文》、《維摩詰經變文》、《金剛經變文》、《大目乾連冥間救母變文》等；二是史料性質的變文，如《伍子胥變文》、《王昭君變文》、《韓擒虎話本》、《唐太宗入冥記》等；第三是民間傳說題材的變文，如《舜子至孝變文》、《劉家太子變文》、《董永變文》等。變文中多使用佛教語，如“多生”、“羅剎”、“涅槃”、“轉世”、“知識”、“天女”、“天堂”、“帝釋”、“佛國”、“淨土”、“發善願”、“阿耨池”、“五濁惡世”等。

## 發現
變文是近代才發現的重要文獻。1907年五月，英國人斯坦因帶了翻譯者蔣孝琬到甘肅敦煌藏经洞发现大批变文手抄本以后，对于变文的研究才逐渐为人重视。1920年，王國維發表《敦煌發見唐朝之通俗詩及通俗小說》，是最早研究變文的拓荒之作，書中最早称之为“通俗诗”、“通俗小说”；罗振玉則称“佛曲”。1929年，郑振铎第一次采用了“变文”这一名称，他於《敦煌的俗文學》中說：“這種俗文雖可說是佛曲的起源，卻並不是佛曲；‘變文’之體，似更近於佛曲，所以我們應該更正確的名之曰‘俗文’、曰‘變文’。”中國的長篇小說乃起源於佛教俗講的變文，已經是一種公認的說法。

## 特色
变文在艺术形式上具有独特的创造。除了叙事曲折、描写生动、想象丰富、语言通俗外，体制上韵文与散文相结合是其重要特点。变文的韵句一般用七言诗，间或杂有三言、五言、六言句式。散文多为浅近的文言和四六骈语，也有使用口语白话的。散文部分和韵文部分的结合大致有两种：一种是以散文讲述故事，而以韵文重复歌唱所讲述过的内容，有助于加深听众的印象，引起一唱三叹的艺术效果。另一种方式是用散文串起情节，而用韵文铺写情状，两部分内容不相重叠，而有紧密相连、互为补充的好处。变文在表现上较多地继承了辞赋家敷陈铺叙的手法，而文笔粗犷，以刚健清新见长。不过它往往缺乏后世小说家那种细腻传神的描绘，在刻画人物性格、展示人物内心世界方面不免有所局限。

## 影響

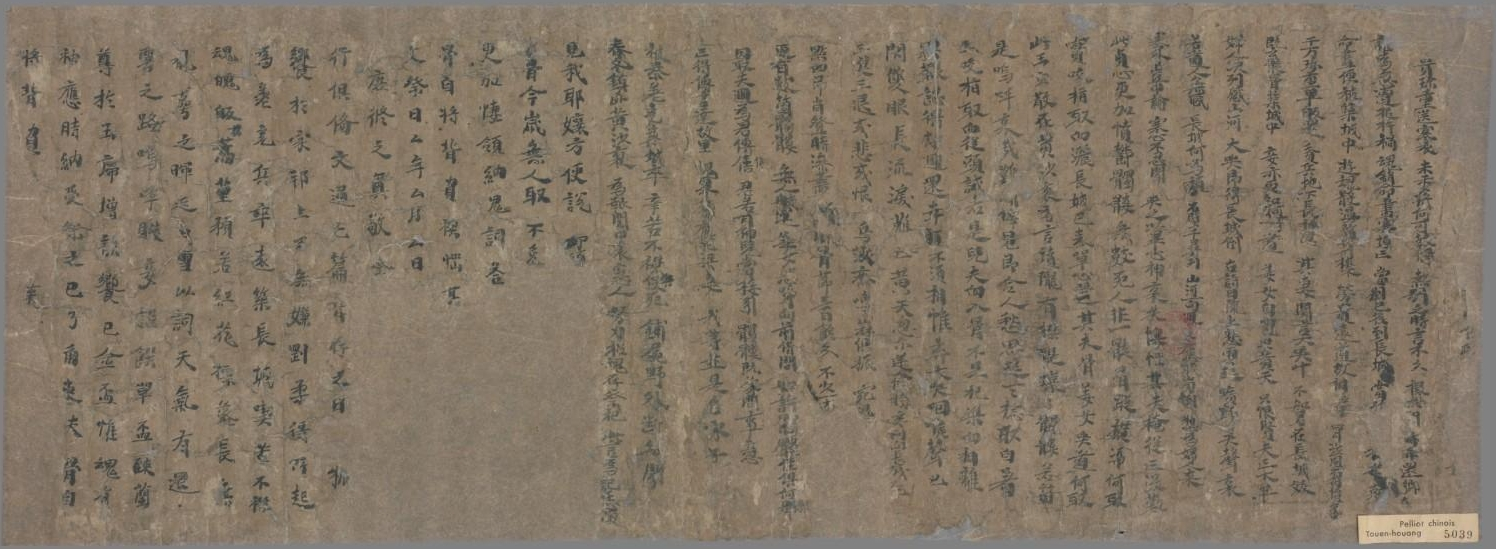
孟姜女變文

变文对唐代文人创作，特别是传奇的创作，具有一定的影响。唐初张鷟的传奇《游仙窟》通篇以散文叙事、以韵语对话，便与变文散韵夹杂、唱白并用的形式基本一致；而且描写细致生动，语言通俗易懂，也接近变文的风格。中唐是传奇繁荣的时期，也是俗讲、转变、说话盛行的时期；这时出现了更多的散韵合体的传奇，如李朝威的《柳毅传》、元稹的《崔鶯鶯傳》、陈鸿的《长恨歌传》等，都明显地受到变文的影响。此外，从唐传奇到宋代、金国、元代以后的话本、拟话本等白话小说，它们那种长篇铺陈叙事的表现手法，也是跟变文相通的。
变文对后代的诸宫调、宝卷、鼓词、弹词等讲唱文学和杂剧、南戏等戏曲文学，也有积极的影响：有些变文，如《维摩诘经讲经文》、《八相押座文》，颇类似于戏曲的脚本，它们那种讲唱间杂的形式，与戏曲的唱白体式已很接近。多样化的变文题材也为后代戏曲文学提供了丰富的素材：如《大目乾连冥间救母变文》曾被明代郑之珍铺衍至长达百出的《目连救母劝善戏文》；伍子胥、孟姜女、王昭君等变文，后来也被改编成多种戏曲。变文在中国文学史上的影响，是很值得重视的。

## 研究
已整理出版的敦煌变文有周绍良编《敦煌变文汇录》(1954)、王重民等编《敦煌变文集》(1957)。后者辑录78篇作品（其中尚有不属于变文的作品），是研究变文的最丰富的辑本。